# Districte de Ialoveni
El districte de Ialoveni (en romanès Raionul Ialoveni) és una de les divisions administratives de la República de Moldàvia. La capital és Ialoveni. L'u de gener de 2005, la població era de 97.800 habitants.